# Вставочный рост
Интеркаля́рный рост, или вста́вочный рост происходит, например, у растений семейства Злаковые, обладающих полым стеблем — соломиной.
У этих растений в узлах находится интеркалярная (вставочная) меристема, за счет чего стебель растёт не только верхушкой, но и каждым узлом. Поэтому стебли злаковых растут чрезвычайно быстро.
Но некоторые злаковые имеют стебель, заполненный тканью, например, кукуруза, сахарный тростник и др.